# مهدی‌آباد (ارسک)
مهدی‌آباد روستایی در دهستان ارسک، بخش ارسک، شهرستان بشرویه در استان خراسان جنوبی است.